# Joselina García
María Joselina García Cobos (sinh ngày 31 tháng 10 năm 1978 tại Tegucigalpa, Honduras) là một nữ hoàng sắc đẹp Mỹ Latinh. Cô đã theo học chuyên ngành quản trị  kinh doanh tại Đại học San Pedro Sula và MBA tại Đại học Catolica, Honduras. Cô đã giành chiến thắng trong cuộc thi Hoa hậu Honduras năm 1997 và cuộc thi Hoa hậu Hoàn vũ cùng năm. Ở cuộc thi đó, cô đứng thứ hai trong Giải thưởng Trang phục dân tộc đẹp nhất, chỉ sau hoa hậu Colombia - Claudia Vásquez Ángel. Trang phục của cô được thiết kế bởi nhà thiết kế người Colombia Alfredo Rueda.
Những năm đầu tiên của cô ở Florida Hoa Kỳ, nhưng sau đó cô lại chuyển về Honduras. Cô kết hôn vào tháng 6 năm 2004 tại San Pedro Sula, Honduras với Federico Arrambides, CPA & MBA của Mexico. Cô theo chồng và chuyển đến San Salvador, El Salvador vào tháng 10 năm 2009. Ngay sau khi Tổng thống Zelaya bị đuổi ra khỏi đất nước và cuộc đảo chính bắt đầu. Vào tháng 11 năm 2013, cô cùng gia đình chuyển đến Mexico City.
Cô là mẹ của hai đứa trẻ. Monserrat Arrambides (sinh ngày 8 tháng 1 năm 2008) và Andres Arrambides (sinh ngày 18 tháng 3 năm 2011).